# Vincenzo Labini

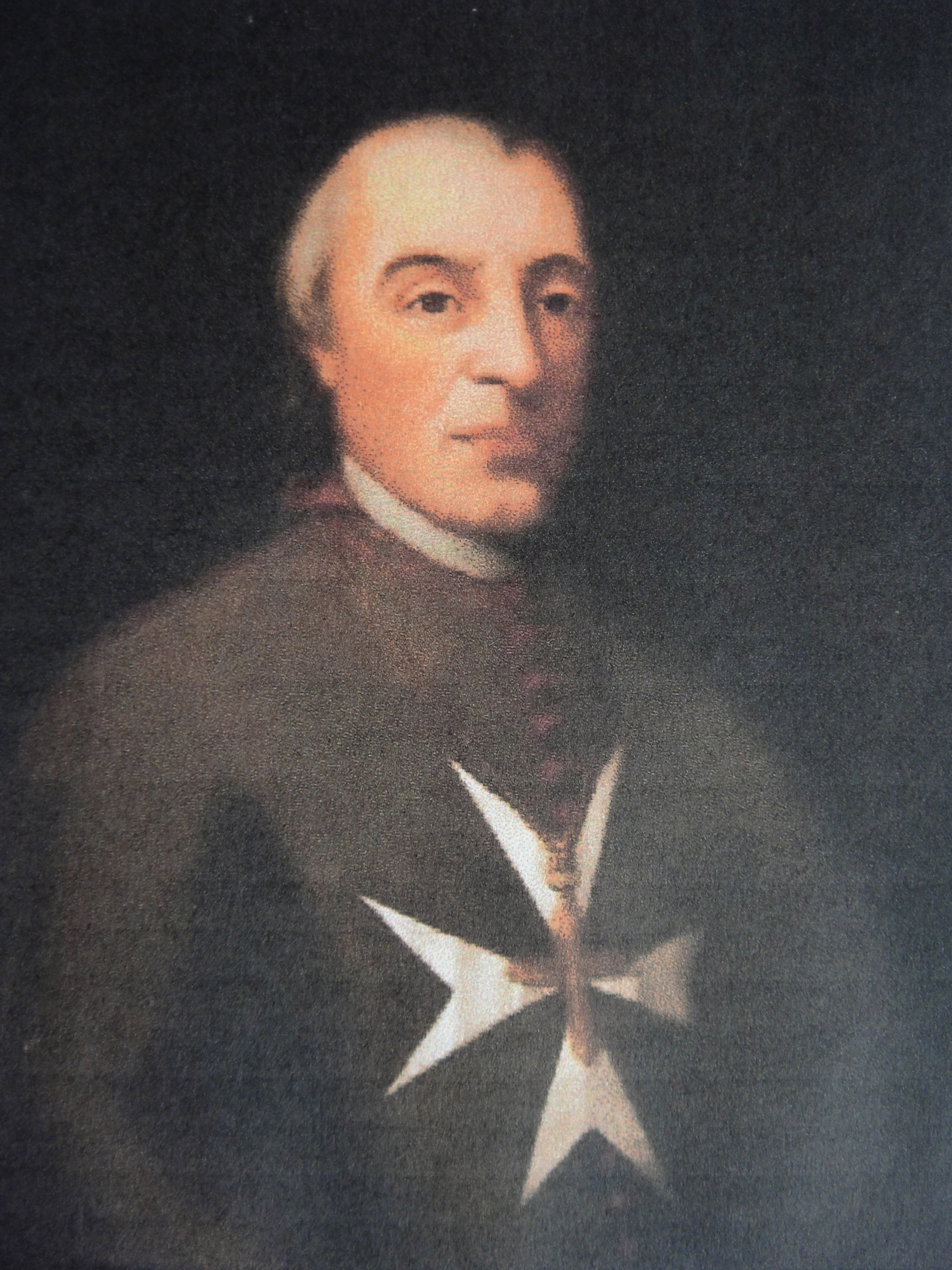
Erzbischof Vincenzo Labini

Vincenzo Labini CRth (* 28. April 1735 in Bitonto; † 30. April 1807 in Malta) war ein italienischer Ordenspriester, Bischof von Malta und Titularerzbischof von Rhodos. In seine Amtszeit fiel das Ende des Ordensstaates auf Malta, die Zeit der französischen Besatzung und der Beginn der britischen Herrschaft.

## Leben und Wirken
Labini trat dem Theatinerorden bei und empfing am 23. September 1758 die Priesterweihe für seinen Orden. Er war befreundet mit Alfonso Maria de Liguori, Bischof von Sant’Agata de’ Goti und Gründer der Redemptoristen.
Am 3. Juni 1780 wurde er zum Bischof von Malta erwählt. Die Bischofsweihe spendete ihm am 25. Juni 1780 Kardinal Bernardino Giraud; Mitkonsekratoren waren Giuseppe Maria Contesini, Titularerzbischof von Athen, und Giuseppe Maria Carafa CR, Bischof von Mileto.
Während seiner Amtszeit wurde das Bistum Malta zum Erzbistum erhoben, da die Bischöfe in persona episcopi zugleich (Titular-)Erzbischöfe von Rhodos wurden.
Nachdem er der Diözese 27 Jahre lang vorgestanden hatte, starb Erzbischof Labini am 30. April 1807 und wurde in der Kathedrale von Mdina beigesetzt.